# 劉聚
劉 聚（りゅう しゅう、生年不詳 - 1474年）は、明代の軍人。本貫は大名府清豊県。

## 生涯
太監劉永誠の甥にあたる。1425年（洪熙元年）、都督僉事となった。1434年（宣徳9年）、南京と湖広のあいだの物資運搬を総督した。1441年（正統6年）、定西伯蔣貴の下で右副総兵となり、麓川の思任発の乱を討った。1442年（正統7年）、左都督となった。1448年（正統13年）、鄧茂七の反乱軍を建陽で破った。1449年（正統14年）、右都督となった。10月、罪に問われて免官された。11月、中軍署都督僉事となった。
1457年（天順元年）、劉聚は奪門の変での功績により、金吾指揮同知から都指揮僉事に進み、さらに都督同知に抜擢された。1461年（天順5年）、曹欽が反乱を起こすと、劉聚は兵を率いてこれを討ち、右都督に進んだ。1466年（成化2年）、副総兵となった。
1470年（成化6年）、劉聚は右副総兵として朱永に従って延綏に赴き、モンゴル軍を黄草梁に追撃した。伏兵に遇って激戦に陥り、下顎に傷を負ったが、麾下の奮戦により落命を免れた。ほどなく都督の范瑾らとともに青草溝でモンゴル軍を撃破した。朱永らは牛家寨に追撃し、劉聚は南山に拠って奮戦し、モンゴル軍を破って明領から出させた。12月、左都督に進んだ。1471年（成化7年）3月、寧晋伯に封じられた。
1472年（成化8年）11月、劉聚は趙輔に代わって平虜将軍となり、陝西諸鎮の兵を統率して延綏に駐屯した。1473年（成化9年）1月、モンゴル軍が花馬池に侵入すると、劉聚は副総兵の孫鉞や遊撃将軍の王璽らを率いてこれを迎撃した。高家堡まで軍を返したところ、モンゴル軍が再び来攻したので、劉聚はこれを破った。漫天嶺まで追撃し、伏兵により挟撃して、さらにこれを破った。孫鉞や王璽はまた別の敵を井油山で破った。6月、劉聚は固原での駐屯を命じられ、世券を与えられた。
その冬、北元のバヤン・モンケ・ボルフ晋王およびマンドゥールン・ハーンやベグ・アルスランらが兵を連ねて明領に深入りし、秦州・安定・会寧の諸州県にいたるまで、数千里にわたって横行した。モンゴル軍が撤退し、王越が紅塩池から帰還した時点で、劉聚は勝手に大勝利と奏聞し、成化帝に功労を嘉された。しばらくして兵部員外郎の張謹が劉聚と総兵官范瑾ら6将について功績を偽ったとして弾劾した。成化帝の命により給事中の韓文が派遣されて調査すると、首級150の功績と報告されていたのが、実際には首級19の功績であった。成化帝はモンゴル軍がすでに撤退していたことから、不問に付した。1474年（成化10年）4月癸亥、劉聚は死去した。寧晋侯の位を追贈された。諡は威勇といった。
同年閏6月に子の劉禄が寧晋伯の爵位を嗣ぎ、翌年6月に劉禄の弟の劉福が爵位を嗣いだ。